# 비와정
비와정(びわ町)은 시가현 히가시아자이군에 설치되었던 정이다. 2006년 2월 13일에, 나가하마시, 히가시아자이군 아자이정과 합병해 새로운 나가하마시가 되어 폐지되었다.

## 역사
- 1956년 9월 25일 - 지쿠부촌, 오자토촌이 합병해 비와촌이 성립하였다.
- 1971년 4월 1일 -비와촌이 정으로 승격해 비와정이 되었다.
- 2006년 2월 13일 - 나가하마시, 아자이정과 합병해, 새로운 나가하마시가 성립하였다. 동일 비와정은 폐지되었다.

## 교통

### 도로
- 국도 8호선